# Joaquín Elío
Joaquín Elío y Ezpeleta (Pamplona, España, 19 de agosto de 1806-Pau, Francia, 26 de enero de 1876) fue un general español que luchó en el bando carlista en las tres guerras carlistas, titulado «I duque de Elío» por el pretendiente Carlos VII.

## Biografía

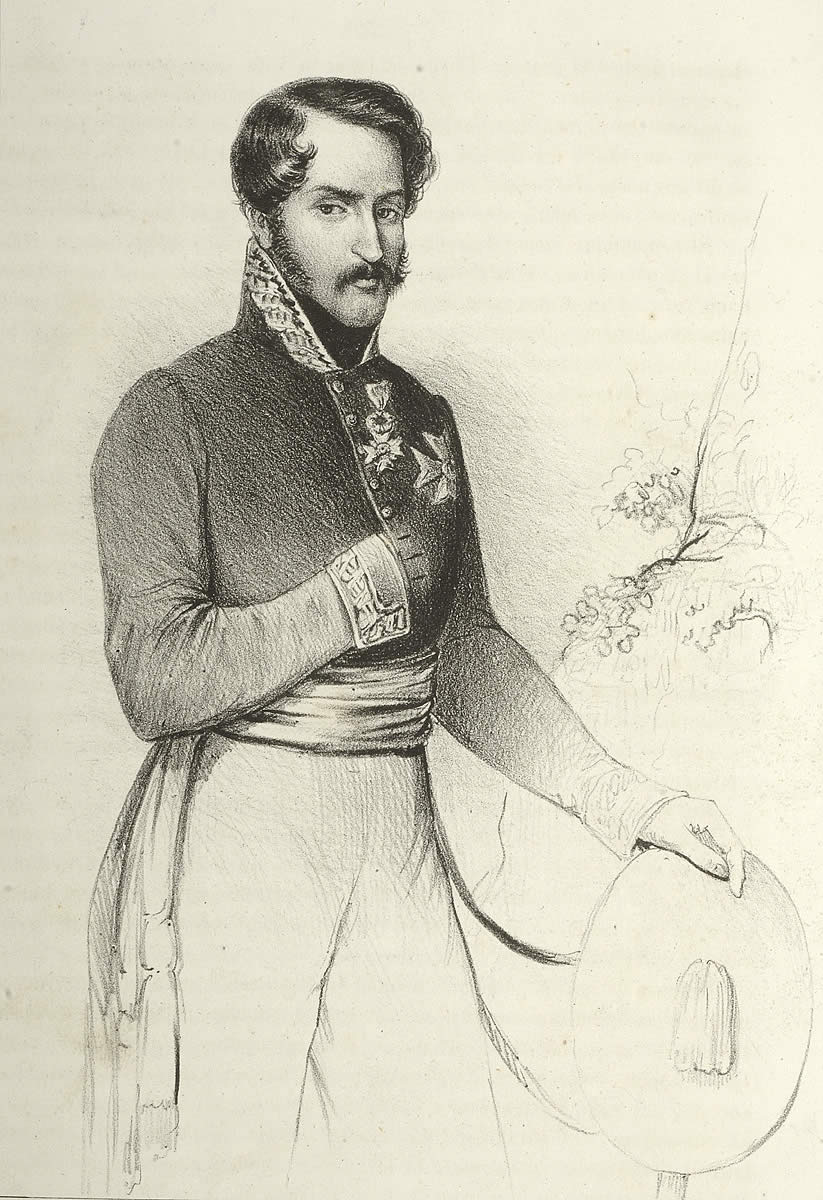
El general Elío, grabado de Carlos Múgica y Pérez, 1846.

Hijo de Joaquín Elío y Olóndriz (hermano del general Francisco Javier Elío y Olóndriz), natural de Pamplona, Auditor de la Cámara de Comptos de Navarra, y de María de la Concepción de Ezpeleta de Góngora y Añoa (n. Pamplona, 1784).
A los doce años ingresó en el ejército como cadete de infantería y estuvo con su tío Francisco Javier de Elío, capitán general de Valencia. Al estallar la Primera Guerra Carlista, en 1835 se unió al ejército rebelde de Zumalacárregui, que le nombró coronel del 8.º regimiento de Navarra, ascendiendo a brigadier en 1836. Fue jefe de Estado Mayor en la expedición del general Zariategui a Madrid (parte de la Expedición Real) y ascendió a mariscal de campo tras la batalla de Retuerta (1837).
Intervino también en el desembarco de San Carlos de la Rápita (1860) y después en la tercera guerra carlista (1872-1876), durante la cual fue general en Jefe de los ejércitos del norte, por lo que Don Carlos le honró con el título de I duque de Elío. Murió en el exilio en Francia, poco antes de acabar la guerra.